# عرتا
عرتا (بالصومالية: Carta) هي مدينة تقع جنوب شرق جيبوتي، تقع على بعد 35 كم من مدينة جيبوتي (مدينة). وهي مركز إقليم عرتا وتعتبر سادس أكبر مدينة في البلاد. عام 2010، كان عدد سكانها حوالي 11,043 نسمة، معظمهم من قبيلة عيسى. تتميز المدينة بمناخ معتدل، وترتفع 750 متراً على سطح البحر. عقد فيها مؤتمر التصالح الصومالي الذي بني دولة عرتا السابقة (الحكومة الانتقالية السابقة).